# مردم (ترانه)
مردم تک آهنگی از نصرالله معین است که پس از آهنگ مجنون روانه بازار شد.
این آهنگ مضمونی اجتماعی دارد که شعر آن از افشین مقدم و تنظیم و آهنگ‌سازی بر عهده علیرضا افکاری بود. معین در این ترانه به مسئله معیشت و زندگی مردم، بچه‌های کار و امید به آینده به دلگرمی از اسطوره‌های گذشته اشاره می کند. این تک‌آهنگ در نظرسنجیِ شبکه من‌و‌تو به عنوان دومین آهنگ سال انتخاب شد.
محمود احمدی نژاد در مراسمی در صحن علنی مجلس قسمتی از مضمونِ این ترانه را به سخن آورد که حواشی بسیاری درایران به همراه داشت. (احمدی‌نژاد: کسانی که فرش می‌بافند نباید خود روی حصیر بخوابند؛ ترانه: کسی که فرش می‌بافه/ نباید رو حصیر باشه).
نماهنگی نیز برای این اثر توسط امیر سلیمانی ساخته شده است.